# Фольборт, Георгий Владимирович
Георгий Владимирович Фольборт (4 февраля 1885, Санкт-Петербург, Российская империя — 17 апреля 1960, Киев, УССР, СССР) — русский. советский и украинский физиолог, академик АН УССР (1951—60), ученик И. П. Павлова.

## Биография
Родился 4 февраля 1885 года в Петербурге.
В начале 1900-х годов поступил в СпбВМА, которую окончил в 1909 году и остался работать там вплоть до 1926 года. В 1926 году решил связать свою жизнь с УССР и переезжает в Харьков, где с 1926 по 1946 год заведовал кафедрой физиологии Харьковского медицинского института. В 1946 году Георгий Владимирович переехал в Киев и посвятил этому городу всю оставшуюся жизнь. С 1946 по 1960 год Георгий Владимирович заведовал кафедрой физиологии Киевского медицинского института, а также отделом нормальной физиологии института физиологии АН УССР, одновременно с этим с 1946 по 1948 год работал в институте биохимии.
Скончался 17 апреля 1960 года в Киеве. Похоронен на Байковом кладбище.

## Научные работы
Основные научные работы посвящены физиологии пищеварения, кровообращения и высшей нервной деятельности.
- Открыл влияние симпатических нервов на секреторную деятельность желудка.
- Открыл отрицательные (тормозные) рефлексы.
- Разработал хирургическую методику получения фистулы желчного пузыря с целью изучения желчевыделения.
- Создал учение о физиологии процессов истощения и восстановления и установил основные закономерности этих процессов, которое вскоре станет известно как Правила Фольборта.

## Научные труды и литература
- Фольборт Г. В. Избранные труды. — Киев: Изд-во АН УССР, 1962.— 455 с.

## Список использованной литературы
- Биологи. Биографический справочник. — Киев: Наук. думка, 1984. — 816 с.: ил